# وليم هنري أيرلند
وليم هنري أيرلند (بالإنجليزية: William Henry Ireland)‏ (2 أغسطس 1775، لندن في المملكة المتحدة - 17 أبريل 1835، لندن في المملكة المتحدة)؛ شاعر، كاتب مسرحي وروائي بريطاني.

## روابط خارجية
- وليم هنري أيرلند على موقع الموسوعة البريطانية (الإنجليزية)
- وليم هنري أيرلند على موقع إن إن دي بي (الإنجليزية)